# St. Jodok (Überlingen)

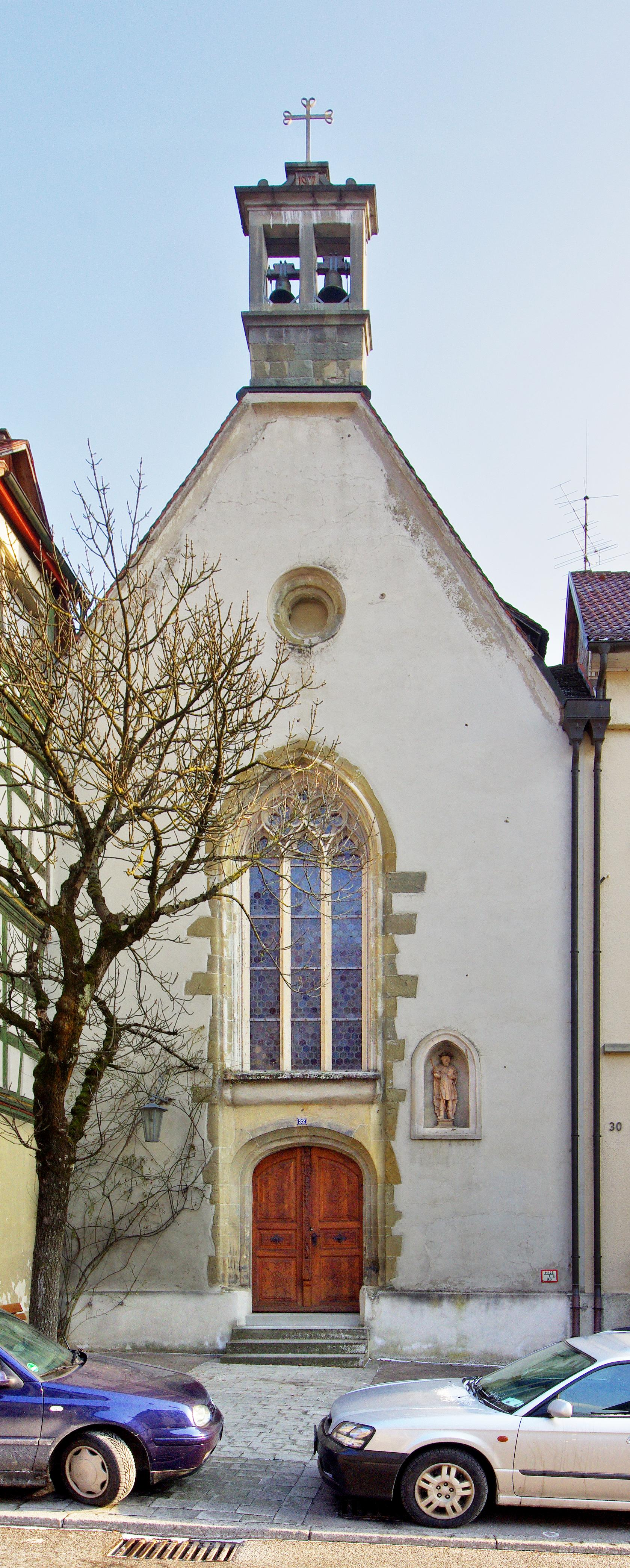
Der Eingang mit der St. Jodokusfigur rechts

Die katholische Jodok-Kirche im sogenannten Dorf in Überlingen am Bodensee ist eine Pilgerkirche und liegt direkt am Via Beuronensis, dem Teil des Jakobswegs zwischen Neckar und Bodensee auf dem Weg von Pfullendorf nach Wallhausen. Die Kirche ist etwas zurückgesetzt in der Straßenzeile integriert und gehört zur Überlinger Münsterpfarrei St. Nikolaus.

## Baugeschichte und Beschreibung
In Überlingen gab es spätestens seit dem 15. Jahrhundert auch eine Jakobusbruderschaft. Deren Bestimmung war für Unterkunft und Verpflegung der Pilger zu sorgen. Dazu betrieben sie eine Pilgerherberge am sogenannten Blattergraben, das Gebäude stand außerhalb der Stadt zwischen dem ersten und zweiten Stadtmauerring. Die Pilger durften sich für eine Nacht dort aufhalten und erhielten einen Abendimbiss und eine Morgensuppe sowie einen Zehrpfennig. Mitglied in der Überlinger Bruderschaft konnte nur werden, wer folgende Bedingungen erfüllte: „Es ist von Anfang dieser Bruderschaft niemandes darein angenommen worden, er habe dann ain Walfart eintweders genn Sanct Jacob zu Compostell in Hispania, genn Rom zu St. Peter, genn St. Jod in Picardia oder zu unserer lieben Frauwen in Niderlandt gen n Aach volnbracht.“

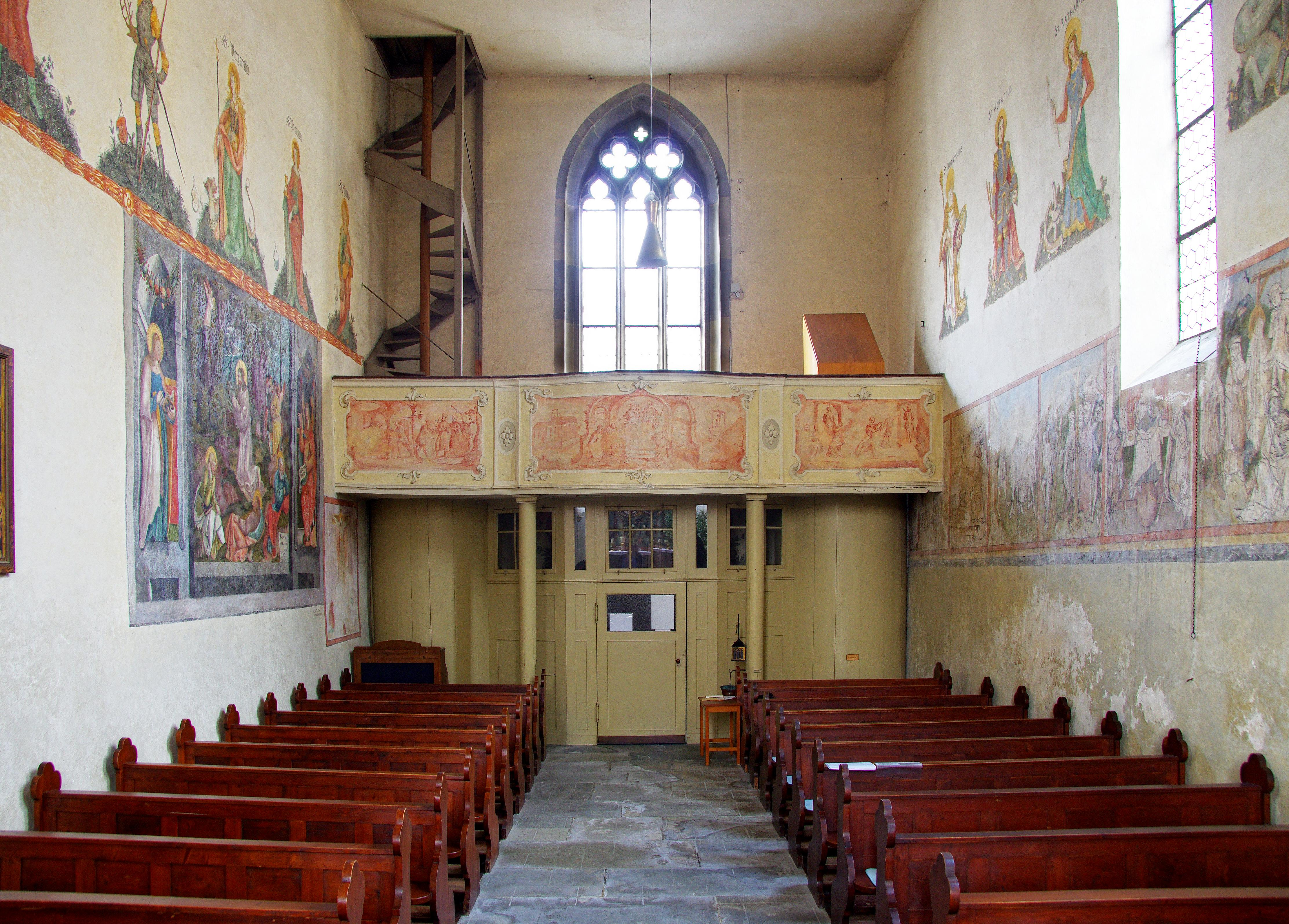
Blick zum Eingang

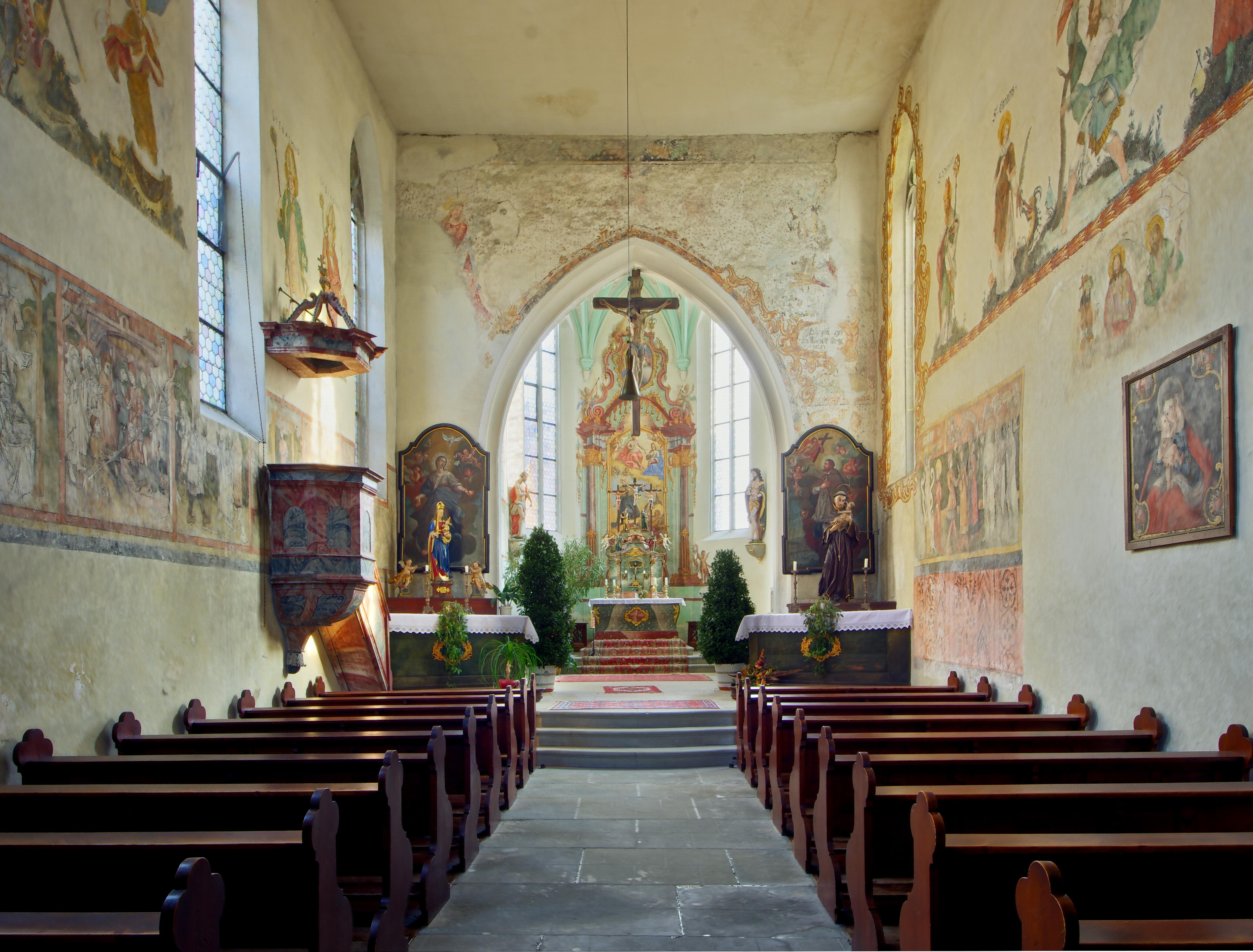
Blick zum Altar

Die Jodok-Kirche wurde von dem reichen Überlinger Bürger Burkhart Hipp 1424 gestiftet. 1462 wurde sie auf dem Höhepunkt der Jakobsbewegung als Kirche der Jakobusbruderschaft St. Jodok geweiht. Dies ist an dem Schlussstein im Chorgewölbe zu sehen, welcher den Heiligen darstellt. Rechts vom Eingangsportal ist in einer Nische eine Statue des St. Jodokus (Bild 7 in der Galerie). Er ist an seinen Attributen – dem Pilgerstab und dem Pilgerhut mit Muschel – zu erkennen. Die Kirche selbst ist ein einfacher spätgotischer Bau. Die Straßenfassade zeigt über dem Portal ein spitzbogiges Maßwerkfenster mit drei Nonnenköpfen und zwei Vierpässen.
Im Glockengiebel über der Eingangsfassade hängen zwei historische Glocken aus Bronze, die linke davon ist mit dem Bild des  Heiligen geziert. Der Gießer der größeren Glocke aus dem 15. Jahrhundert ist unbekannt, stammt vielleicht aber aus Schaffhausen. Bei einem Gewicht von etwa 85 kg hat sie einen Durchmesser von 510 mm und klingt mit dem Schlagton a"-5. Die kleinere Glocke hat Ieronimus Gesus, Konstanz im Jahr 1608 gegossen. Ihr Durchmesser ist 420 mm, das Gewicht beträgt etwa 55 kg und der Ton klingt auf e"'-6.
An den Gewänden des Eingangsportals sind ausgeprägte Schleifspuren zu sehen. Die wahrscheinliche Ursache dafür ist, dass man dort zum Feuermachen Funken angerieben hat. Natürlich sind damit lokale Legenden verbunden, zum einen das die Winzer, die hier im Dorf wohnten, ihre sichelförmigen Messer dort schärften, um Gottes Segen für ihre Arbeit zu erhalten, zum anderen gibt es die Sage von der Gründung des Überlinger Schwerttanzes.
Im 18. Jahrhundert wurden einige Umbauten in der Kirche ausgeführt, dabei erhielt sie die barocke Einrichtung (Altar); zwei neue Fenster in der Nordwand und eine Orgelempore. Mit der Zeit geriet die Jodok-Kirche in einen so baufälligen Zustand, dass um 1835 ihr der Einsturz drohte. Nach Gründung eines Jodokvereins konnten Renovierungsarbeiten durchgeführt werden.
1934 wurde die Kirche wieder geweiht, nachdem man sie zwischenzeitlich, rund zwanzig Jahre zuvor, profanierte.
Die Kirche wird auch heute noch für Gottesdienste genutzt, außerdem werden dort vom Verein „Konzertreihe St. Jodok“ hier regelmäßig Konzerte aus allen Bereichen der Musik abgehalten.
Üblicherweise ist die Jodok-Kirche abgeschlossen, aber Pilger und Interessierte erhalten den Schlüssel und Pilgerstempel bei den Kustoden oder im katholischen Pfarramt am Münsterplatz. Bis vor wenigen Jahren konnte man den Schlüssel in einer daneben liegenden (mittlerweile geschlossenen) Buchhandlung ausleihen.

## Ausstattung
Das Galgen und Hühnerwunder, eigentlich die Jakobslegende, ist am nördlichen Innenraumwand in 12 Fresken aus der zweiten Hälfte des 15. Jahrhunderts dargestellt (Bild 5 in der Galerie). Der Künstler wird im Kreis der Illustratoren der Richenthal-Chronik des Konstanzer Konzils vermutet. Eine weitere Darstellung der Szene ist als Rötelmalerei auf der Empore zu sehen (Bild 8 in der Galerie). Auf der südlichen Seite werden die drei Lebenden und die drei Toten (Bild 1 in der Galerie) einer Vorform der Totentänze dargestellt. In weiteren Fresken werden die heilige Kümmernis (Bild 4 in der Galerie, ganz rechts) und die 15, hier nicht 14, Nothelfer dargestellt.
Die Fresken sind bei den Umbauarbeiten im 18. Jahrhundert von Putz überdeckt worden, bis sie um 1903 vom Restaurator und Kunstmaler Victor Mezger wieder freigelegt wurden (auch die bedeutenden Wandmalereien in der Goldbacher Sylvesterkapelle wurden durch die Restauratorenwerkstätte Mezger wieder freigelegt).
Wenn man in die Sakristei schaut, steht dort ein heiliger Jakobus als spätgotische Zunftstangenfigur. Der Hochaltar ist geschmückt mit einer Kreuzigungsgruppe, hinter der St. Rochus, der Pilgerheilige, steht mit Jakobsmuscheln auf dem Gewand, die Putti tragen den Pilgerstab und die Kalebasse (Bild 6 in der Galerie).

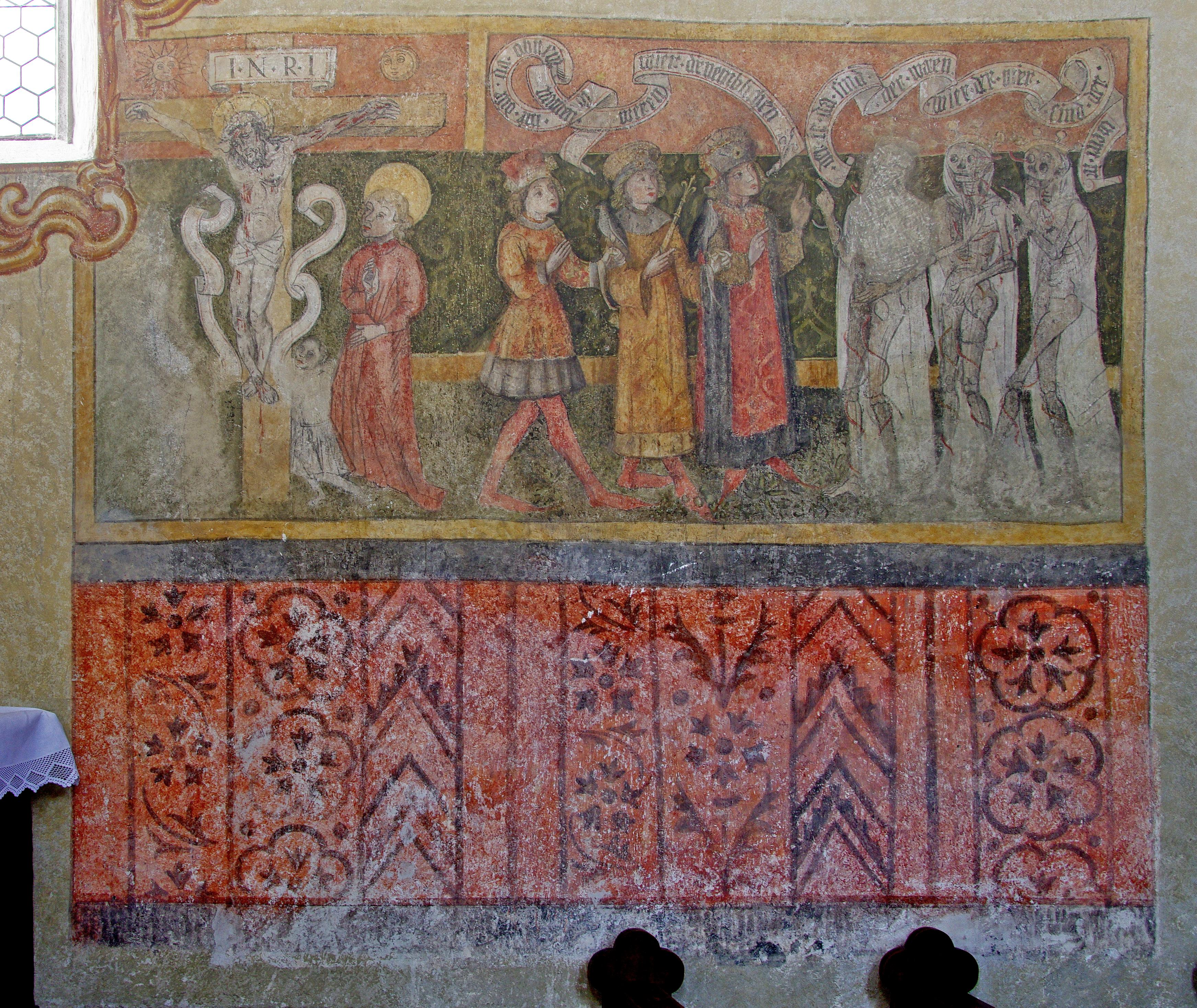
(1) Die 3 Lebenden und die 3 Toten
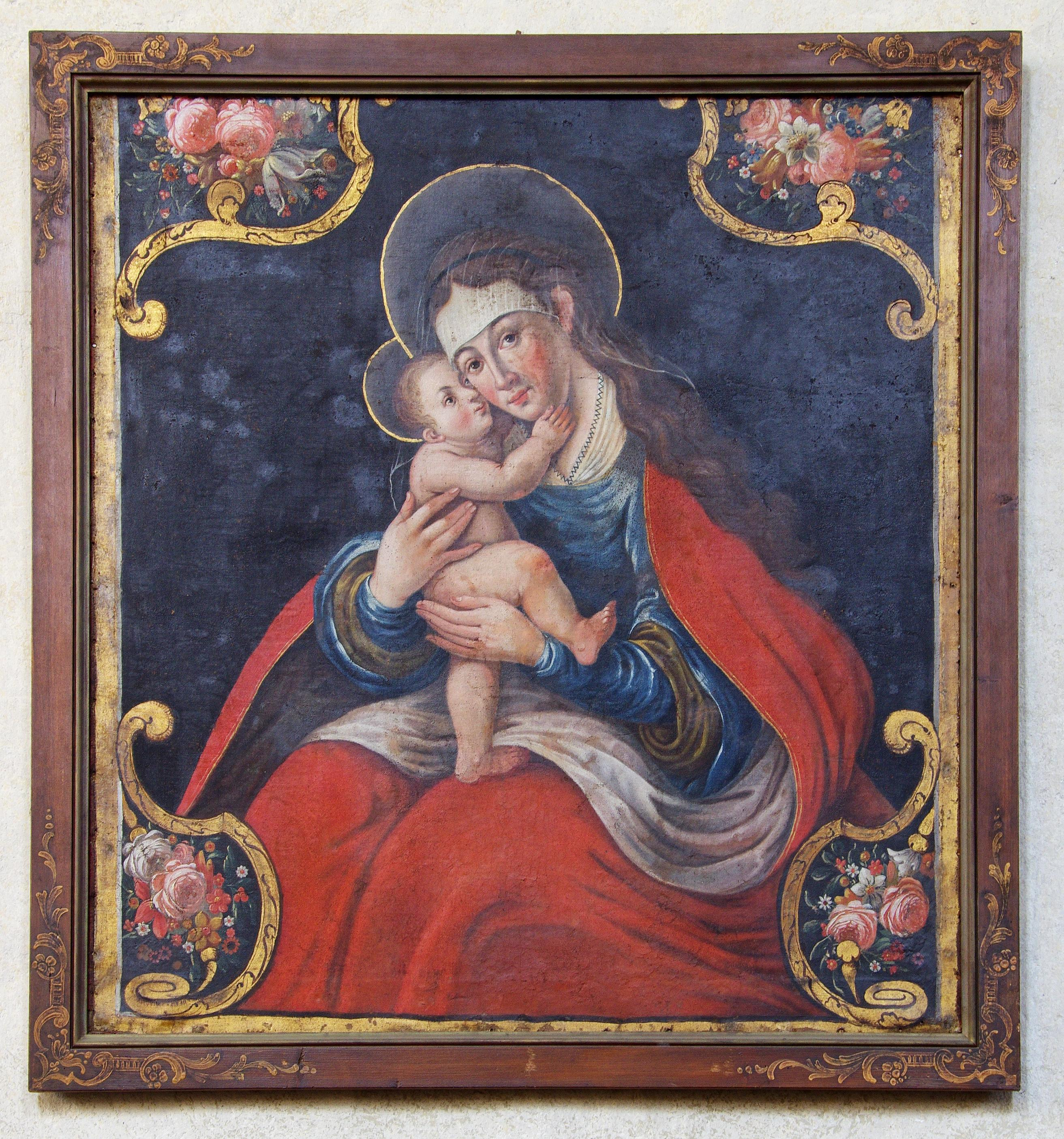
(2) Maria mit Kind
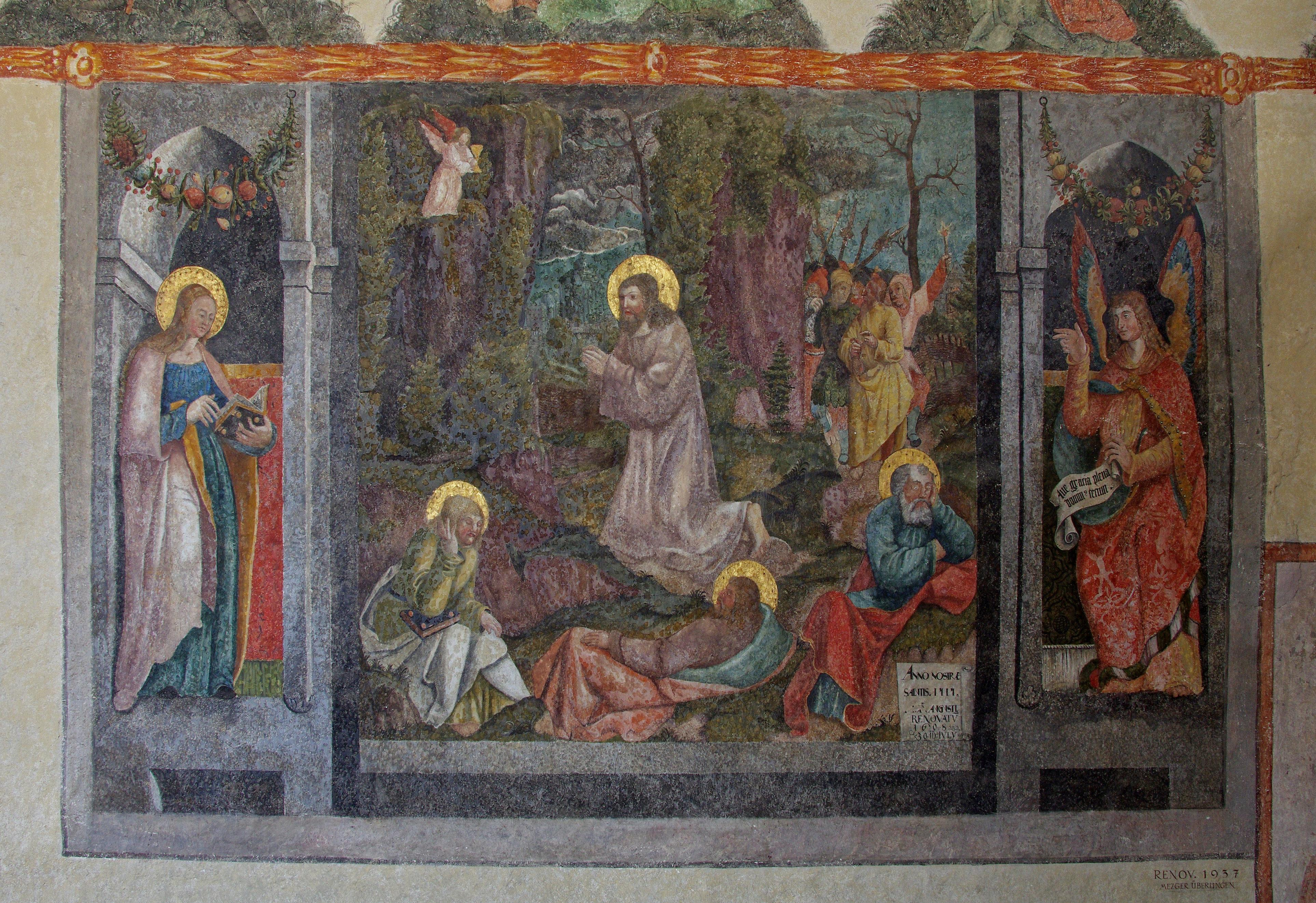
(3) Der Garten von Gethsemane aus dem Jahre 1414
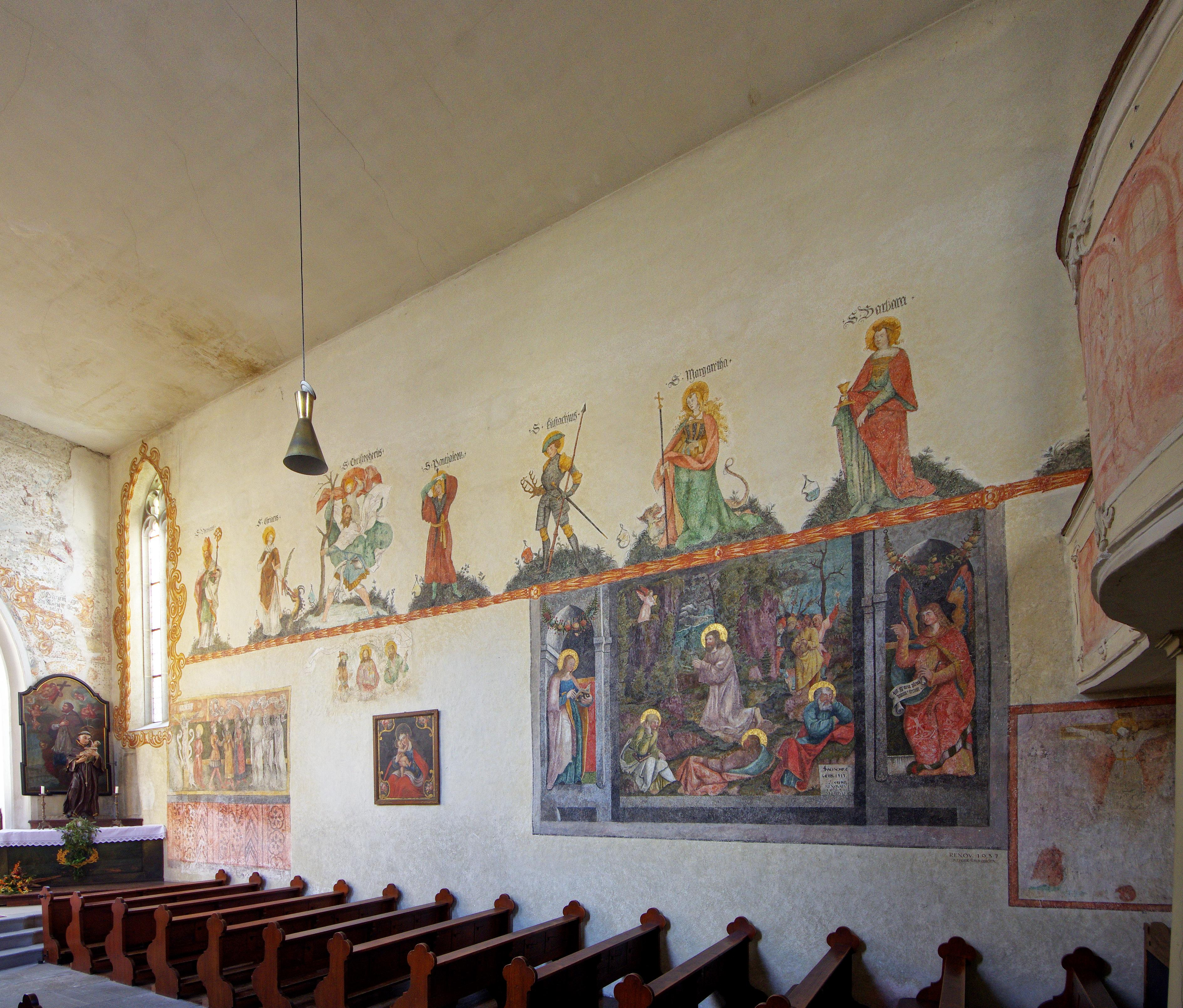
(4) Der südliche Innenraum
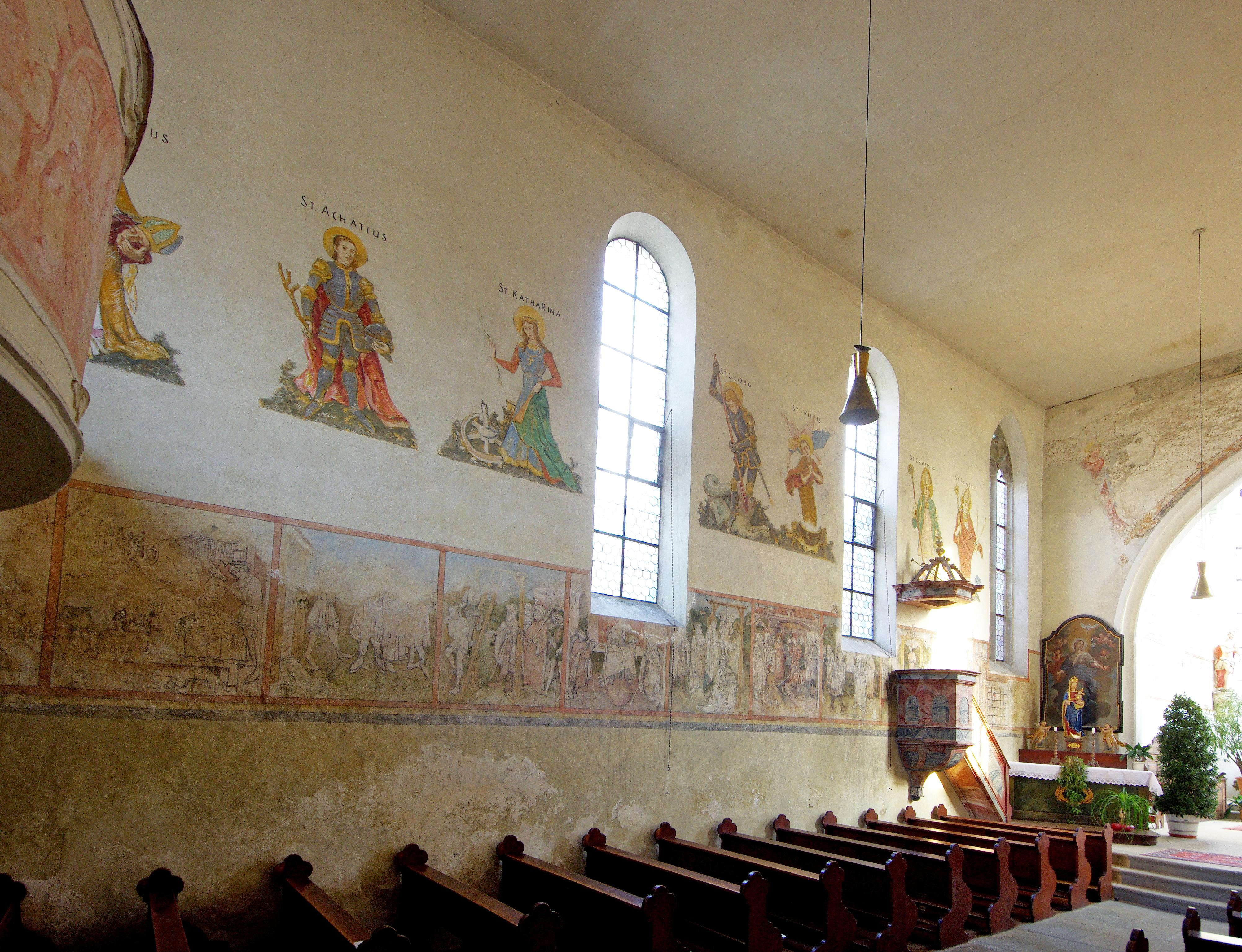
(5) Der nördliche Innenraum
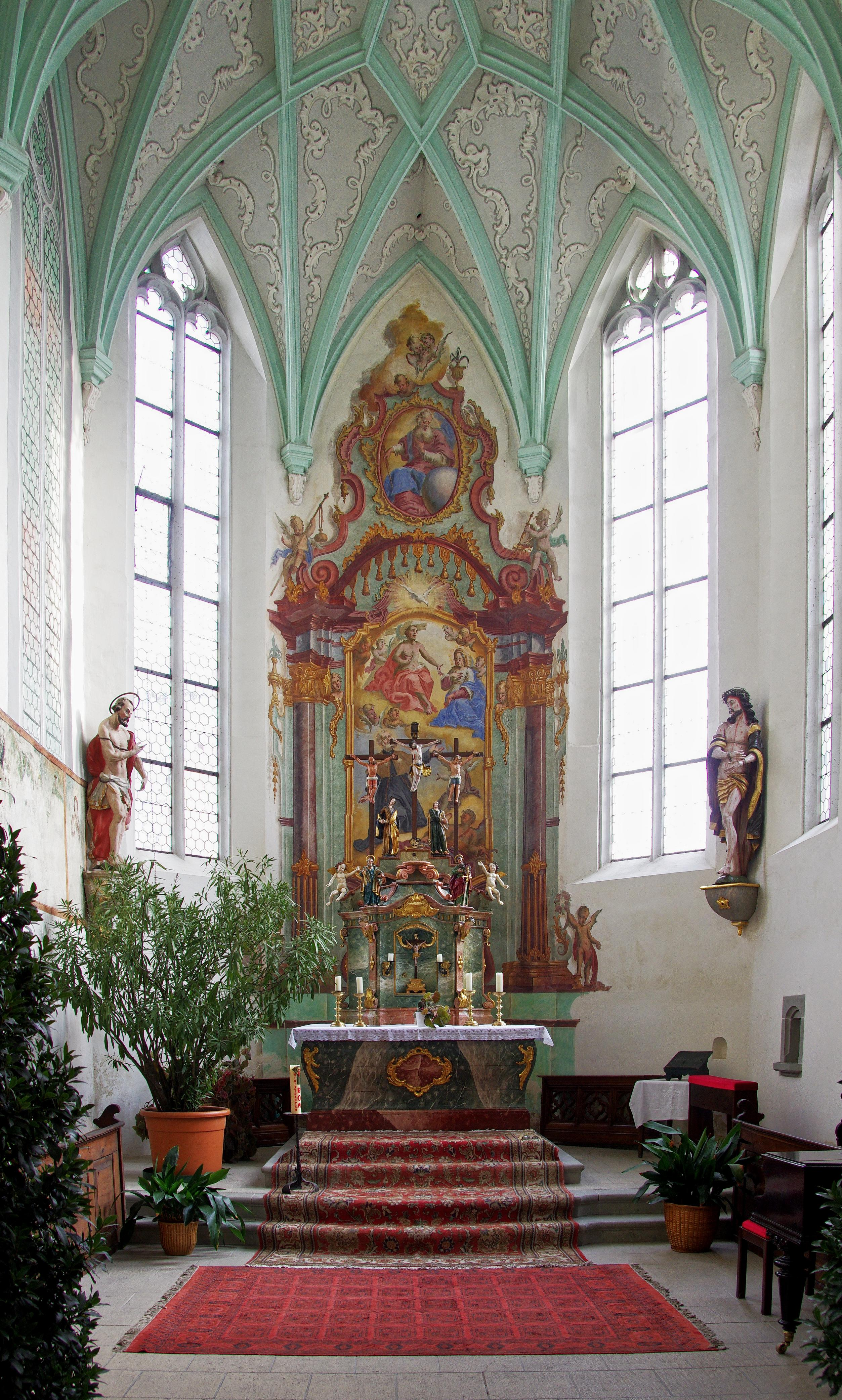
(6) Der Chorraum und der Altar
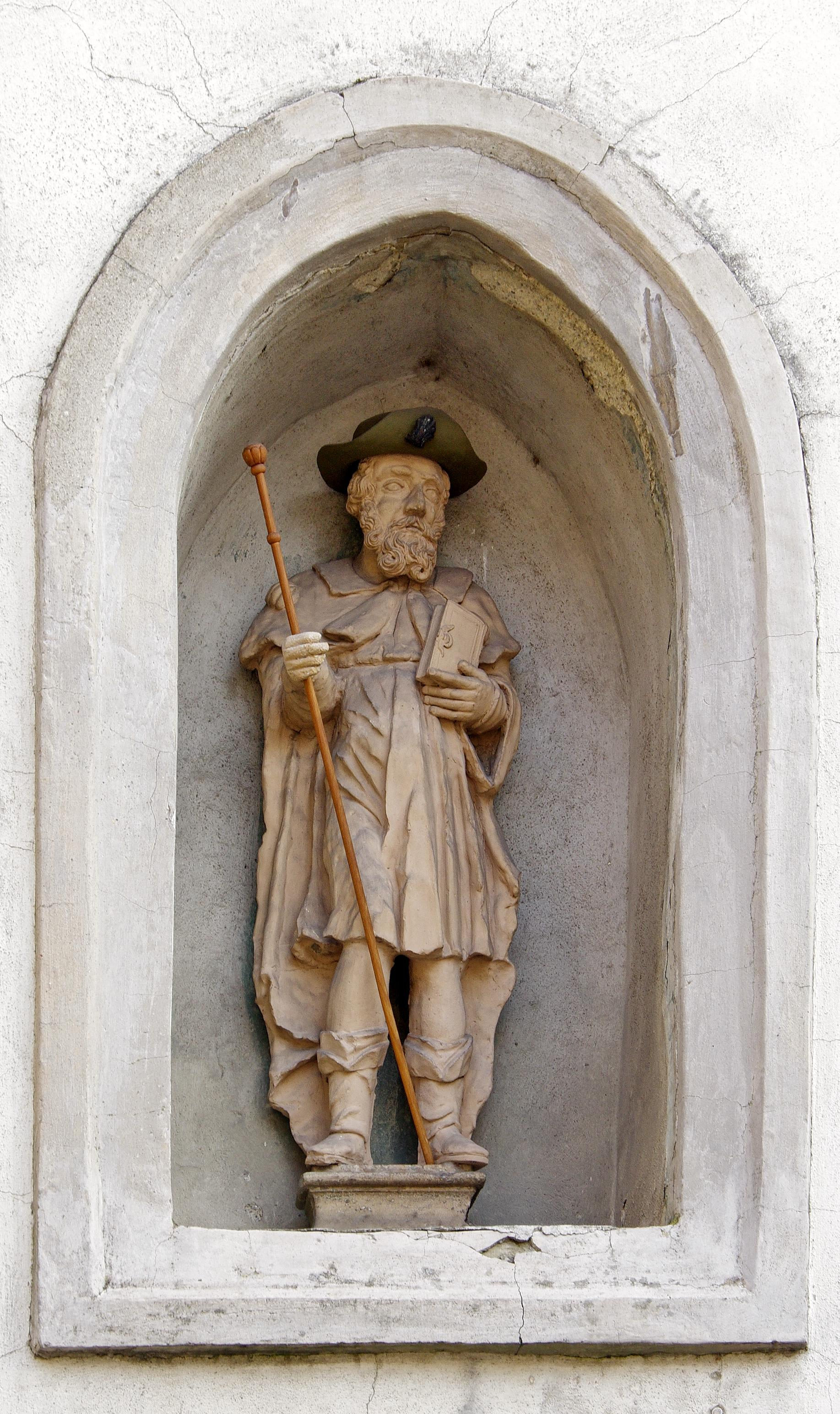
(7) Der St. Jodokus rechts neben dem Eingangstor
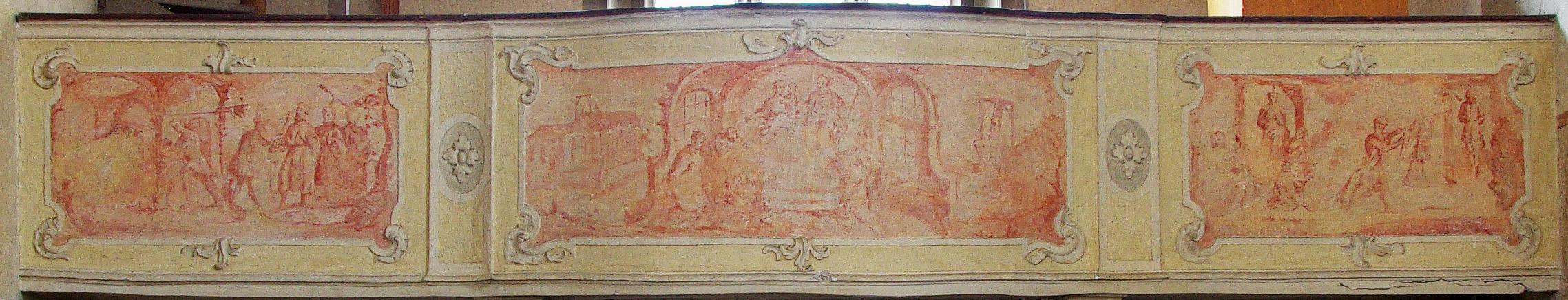
(8) Die Rötelmalerei an der Empore mit dem Thema das Galgen und Hühnerwunder